# Gijzegem
Gijzegem è una località belga delle Fiandre Orientali, facente parte dell'arrondissement di Aalst.
Comune autonomo fino al 1977, il suo territorio è stato poi accorpato a quello del comune di Aalst.